# بلوتارخوس الأثيني
كان بلوتارخوس  الأثيني (حوالي 350-431) فيلسوفًا يونانيًا أفلاطونيًا حديثًا درس في أثينا في بداية القرن الخامس، وأعاد احياء الأكاديمية الأفلاطونية وأصبح قائدها هناك. كتب تعليقات عن أرسطو وأفلاطون، مبينا التعاليم المشتركة بينهما.

## حياته
هو ابن نسطور ووالد هيريوس وأسكلبيجينيا من أثينا، اللذين التحقوا أيضًا بالمدرسة. لا يُعرف أصل الأفلاطونية الحديثة في أثينا، ولكن يُنظر إلى بلوتارخ عمومًا على أنه الشخص الذي أعاد تاسيس أكاديمية أفلاطون في شكل الأفلاطونية الحديثة. ادعى بلوتارخوس وأتباعه أنهم من تلاميذ امبليكوس، وبالتالي من بورفيريو وأفلوطين. يُعد من بين تلاميذه سيريانو، الذي خلفه في رئاسة المدرسة وبرقلس. 

## فلسفة
من الضروري توضيح أن المدرسة الأفلاطونية في أثينا، مدرسة بلوتارخوس، وسيريانو وبروكلو، دامت من القرن الرابع إلى القرن السادس، هي مؤسسة خاصة، مدعومة بإعانات من الوثنيين الأثرياء، والتي لا علاقة لها بالأفلاطونية الرواقية التي أسسها ماركوس أوريليوس، المؤسسة بدعم إمبراطوري. يتألف تعليم فلسفة بلوتارخوس من شرح نصوص «السلطات»، على سبيل المثال حوارات أفلاطون، وأطروحات أرسطو، وأعمال كريسيبوس وخلفائه.
كان بلوتارخوس ضليعًا في جميع التقاليد الثيورجية أوالسيميا للمدرسة وكان يؤمن، جنبًا إلى جنب مع امبليكوس، بإمكانية تحقيق الاتحاد مع الالهة من خلال الطقوس الدينية. على عكس الكتاب الاسكندريين وكتاب أوائل عصر النهضة، ذكر أن الروح التي ترتبط بالجسد بعلاقات الخيال والإحساس، لا تموت بالاتصال من خلال وسائل الأحاسيس الجسدية.

في علم النفس، كان يعتقد أن العقل هو أساس كل وعي وأساسه، فقد تداخل بين الإحساس والفكر في ملكة الخيال، والتي تختلف عن كليهما، فهي نشاط الروح تحت حافز الإحساس المستمر. بعبارة أخرى، يوفر الفكر المادة الخام لعمل العقل. السبب موجود في الأطفال، كإمكانات غير فعالة، عند البالغين يعملون من خلال بيانات الإحساس والخيال، وفي نشاطه الخالص، هو السمو أو الذكاء الخالص لله. 
1. ↑  Reinholdo Aloysio Ullmann. Plotino: um estudo das Enéadas. EDIPUCRS. ص. 203. ISBN:978-85-7430-766-4. مؤرشف من الأصل في 2016-09-13.
2. ↑  Frederick Copleston (1 de junho de 2003). History of Philosophy Volume 1: Greece and Rome. Continuum International Publishing Group. ص. 477. ISBN:978-0-8264-6895-6. مؤرشف من الأصل في 2021-04-20. {{استشهاد بكتاب}}: تحقق من التاريخ في: |تاريخ= (مساعدة) (بالإنجليزية)
3. ↑  Damaskios؛ Polymnia Athanassiadi. The philosophical history: text with translation and notes. Apamea Cultural Association. ص. 173. ISBN:978-960-85325-2-6. مؤرشف من الأصل في 2021-04-20. (بالإنجليزية)
4. ↑  Pierre Hadot. Que é a filosofia antiga (O). LOYOLA. ص. 215. ISBN:978-85-15-01785-0. مؤرشف من الأصل في 2022-04-09.
5. ↑  Andron, Cosmin (2008), Ploutarchos of Athens,The Routledge Encyclopedia of Ancient Natural Scientists, eds. Georgia Irby-Massie e Paul Keyser, Routledge. (بالإنجليزية)
6. ↑  Fótio, Bibliotheca, 242.
7. ↑  Marino, Vita Procli, 12.